# 蘇珊·歐舍蒂
蘇珊·歐舍蒂（Suzanne Hoschedé、1868年4月29日—1899年2月6日）是愛麗絲·奧舍德和歐內斯特·奧舍德的女兒之一，也是法國印象派畫家克勞德·莫奈的繼女，是美國印象派畫家西奧多·厄爾·巴特勒的妻子。蘇珊娜因在莫內1886年的畫作 《撐陽傘的女人》中而為人所知。

## 生平
1878 年，莫奈和家人暫時搬進埃內斯特·奧舍德（Ernest Hoschedé ，1837年-1891年）的家中，他是一位富有的百貨公司老闆和藝術贊助人。兩個家庭隨後在夏天共用位於韋特伊的一棟房子。奧舍德破產後，於1878年前往比利時。1879年9月，莫奈的妻子卡米耶-莱奥尼·东西厄去世後，莫奈繼續住在韋特伊的房子裡，而奧舍德的妻子愛麗絲·奧舍德則幫助莫奈撫養他的兩個兒子讓（Jean）和米歇爾（Michel），並把他們帶到巴黎與自己的六個孩子：布蘭奇·歐舍蒂·莫奈、熱爾曼 (Germaine)、蘇珊娜·歐舍蒂、瑪爾特 (Marthe)、讓-皮埃爾 (Jean-Pierre) 和雅克（Jacques）一起生活。
1880年春，愛莉絲·奧舍德和所有孩子們離開巴黎，與莫奈團聚，仍然住在韋特伊的房子裡。1881年，他們全家搬到了普瓦西，但莫內不喜歡那裡。 1883年4月，莫內從弗農和加斯尼之間的小火車窗外望去，發現了吉維尼。他們接下來搬到了弗農，然後搬到了上諾曼第厄爾省吉維尼的一所房子裡，莫奈在那裡開闢了一個大花園，並在那裡度過了餘生的大部分時間。 1891年，愛麗絲·奧舍德的丈夫去世後，她於1892年7月16日與克勞德·莫奈結婚。 婚禮的證婚人是畫家古斯塔夫·卡耶博特和保羅·塞薩爾·埃勒。